# Elizabeth Andiego
Elizabeth Adhiambo Andiego, née le 21 août 1986 à Nairobi, est une boxeuse kényane.

## Biographie
En 2012, Elizabeth Andiego participe aux Jeux olympiques dans la catégorie des poids moyens ; elle est éliminée d'entrée par la Kazakhe Marina Volnova.
Elle est médaillée d'argent dans la catégorie des plus de 81 kg aux Championnats d'Afrique de boxe amateur 2022 à Maputo, s'inclinant en finale face à la Marocaine Khadija Mardi.
Elle est médaillée de bronze dans la catégorie des moins de 81 kg aux championnats d'Afrique de boxe amateur 2023 à Yaoundé.
Aux Championnats d'Afrique de boxe amateur 2024 à Kinshasa, elle obtient la médaille d'argent dans la catégorie des moins de 81 kg.